# Соніна
Соніна (пол. Sonina) — село в Польщі, у гміні Ланьцут Ланьцутського повіту Підкарпатського воєводства.
Населення — 2979 осіб (2011).
У 1975—1998 роках село належало до Ряшівського воєводства.

## Демографія
Демографічна структура станом на 31 березня 2011 року:
|          | Загалом | Допрацездатний вік | Працездатний вік | Постпрацездатний вік |
| -------- | ------- | ------------------ | ---------------- | -------------------- |
| Чоловіки | 1447    | 304                | 996              | 147                  |
| Жінки    | 1532    | 323                | 892              | 317                  |
| Разом    | 2979    | 627                | 1888             | 464                  |